# Província do SS. Nome de Jesus do Brasil (Ordem dos Frades Menores)
A Província do Santíssimo Nome de Jesus do Brasil é uma comunidade religiosa católica romana, presente nos estados brasileiros de Goiás, Tocantins e Distrito Federal, dirigida pelos frades franciscanos, Ordem dos Frades Menores. Se instalaram em Goiás no ano de 1943, a pedido do arcebispo local, Dom Emanuel Gomes de Oliveira, provindos dos Estados Unidos da América, com sede no estado de New York, com o título de Holy Name Province. Foram encarregados de conduzir as paróquias de Anápolis, Catalão, Pires do Rio e a do Rosário de Pirenópolis. Anápolis, que naquele tempo tinha menos de dez mil habitantes, foi escolhida como sede do Comissariado, ou órgão da direção, posteriormente foi elevada à Custódia, Vice-Província e atualmente é uma Província.

## Histórico

### Breve Histórico
Como salesiano e educador, Dom Emanuel Gomes insistiu que os frades assumissem o Ginásio Arquidiocesano e Municipal de Anápolis (Gama), que ainda estava em construção. Terminado o prédio, foi aberto o Colégio São Francisco de Assis, em março de 1945. Logo foi criado o internato para atender as cidades vizinhas.
Com a chegada das primeiras irmãs franciscanas de Allegany, foi inaugurada a Escola Paroquial de Sant'Ana. Em 1948, foi aberta a Escola Paroquial de Santo Antônio, na avenida Tirandentes.
No trabalho pastoral os frades atendiam Souzânia, Interlândia, Ouro Verde e a zona rural, além da cidade. Por muito tempo os frades tomaram conta da Paróquia Bom Jesus. Frei Bernardo desenvolveu trabalho social de atendimento aos pobres.
Em 1954, com o apoio decisivo de moradores da cidade, os frades franciscanos fundaram a Associação Social Franciscana, para patrocinar uma clínica infantil. Outra entidade leiga criou a Fundação Assistência Social de Anápolis e iniciou as atividades da Santa Casa de Misericórdia. Em vista do êxito da clínica infantil, em 1957 a sua construção foi entregue aos frades. 
Em três anos, Frei Bernardo levantou o prédio com a ajuda do Comissariado e da população. As irmãs Franciscanas de Allegany aceitaram a administração do hospital, que foi inaugurado em 1961. 
Com a finalidade de dar assistência, também, à zona rural, em 1956, Frei Conall adquiriu um programa semanal na Rádio Carajá, para transmitir uma missa dominical, seguida de meia hora de catequese pelo rádio.
Convencidos da importância desse veículo de comunicação, os frades compraram a Rádio Sant'Ana, em 1961. Como havia a necessidade de aumentar a potência de transmissão da Rádio Sant'Ana, preferiu-se fundar uma nova emissora, foi então que nasceu a São Francisco AM, no dia 2 de novembro de 1965.

#### Província - História

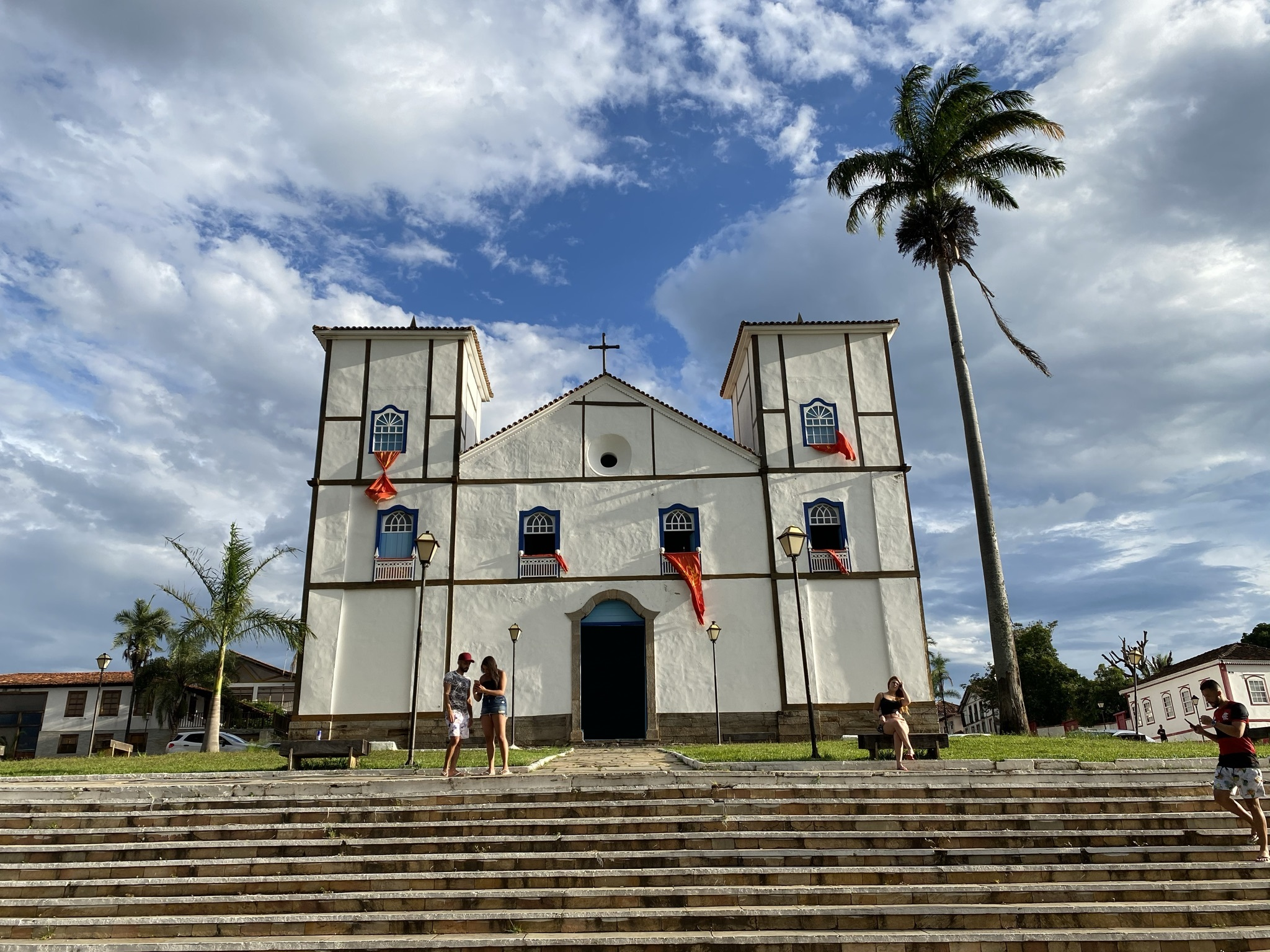
Igreja Matriz de Pirenópolis, o mais antigo templo de Goiás, construído em 1728 por intermédio da Irmandade do Santíssimo Sacramento
.

A epopeia rumo ao coração do Brasil partiu da Igreja de São Francisco, em Nova Iorque, no dia 12 de setembro de 1943. Era um domingo à noite, quando 14 frades, autênticos bandeirantes da fé, migraram para o Brasil, com o intuito de escrever um novo capítulo da história da Província do Santíssimo Nome de Jesus e da igreja na América Latina.
A vinda desses religiosos ao Brasil se deu em um período de conflitos armados que assolaram a década, como ataque terrorista realizado pelo Japão, que matou milhares de pessoas em Pearl Harbor e, em retaliação, os estadunidenses explodiram bombas atômicas nas cidades de Hiroshima e Nagasaki. Ainda nesta época teve início a Guerra Fria, onde aumentaram as tensões diplomáticas entre os Estados Unidos e a União Soviética. Tais conjunturas políticas e econômicas não foram empecilhos para os frades, que mesmo diante da viagem dificultada pelos contratempos da guerra, os desafios de adaptação à cultura tropical e a diferença entre os idiomas, não temeram a nova experiência de propagar a palavra de Deus em solo goiano.Foi o então Arcebispo de Goiás, Dom Emanuel Gomes de Oliveira, quem viabilizou a vinda dos missionários da Ordem Franciscana para Goiás. Como o oceano Atlântico estava completamente ocupado, eles vieram pelo Pacífico, contornaram a América do Sul, e foram para São Paulo. Em seguida, migraram para Anápolis, Catalão, Pirenópolis e Goiandira. Em toda a década de 40, os franciscanos construíram conventos e igrejas, e junto a elas edificaram escolas, para unir a educação ao ensino religioso.
Na década de 50, a Ordem convidou algumas congregações religiosas femininas, entre elas as irmãs Franciscanas de Allegany. Elas aceitaram o desafio e vieram para Goiás com a missão de cooperar na implantação da igreja e na pregação do Evangelho no Centro-Oeste. Ainda nesta época os fiéis, incentivaram o surgimento de movimentos leigos, para ajudar nas atividades da igreja. Em 1959, a Ordem foi fundada em Brasília, juntamente com a Paróquia Santo Antônio, uma das primeiras igrejas da capital Federal. No ano seguinte, na década de 60, a missão migrou para o Tocantins. Em 1970 já somavam 14 paróquias e teve início a promoção vocacional para formar frades goianos.
Segundo o documento intitulado “Escrita sobre Padres Franciscanos”, escrito à mão por Frei Cormac, em janeiro de 1967, as missões dos padres americanos tinham como objetivos a romanização do catolicismo dentro do Estado de Goiás, local em que o “catolicismo popular” era bastante enraizado devido a uma carência de padres e igrejas. Foi devido a essa carência de padres que levou o Frei Matheus Hoepers, O.F.M, a enviar uma carta para a cidade de Nova York, destinada a Frei Mathias Faust, OFM, delegado geral da Ordem dos Frades Menores pedindo o envio de Missões para trabalhar em Goiás. 

#### Epopeia
Frei Fernando Inácio Peixoto de Castro, que por três mandatos foi Ministro Provincial, é um profundo conhecedor da história da Igreja Católica, principalmente no que se refere à chegada de religiosos em Goiás, que se deu no século XVIII. “Os navios chegavam por meio do rio Tocantins, navegavam desde Belém até o nosso Estado. Por ali entravam as grandes Congregações e iniciavam suas Missões”, explica.Ele destaca que os primeiros bispos não residiam em Goiás e sim no Rio de Janeiro. Outro fato relatado por ele é de que foi Dom Emanuel Gomes quem transferiu a Diocese da Cidade de Goiás para a capital Goiânia, ocasião em que se tornou Arquidiocese. Nesta época, segundo ele, os frades já estiveram no Estado, já conheciam os desafios da região.
Os Franciscanos alemães, os mesmos que fundaram em 1901 a Província do Santíssimo Nome de Jesus em Nova Iorque, chegaram em Cuiabá na década de 30. “Eles fizeram um trabalho fantástico. Fundaram uma entidade Franciscana, que chamava Comissaria”, detalha.Para fortalecer e consolidar o catolicismo no Estado, como enfatiza Frei Fernando Castro, o arcebispo Dom Emanuel solicitou o encaminhamento de missionários. No dia 14 de julho de 1943 foi assinado o decreto de fundação da nova fraternidade, que seria instalada em Goiás. “A partir deste momento, o grupo de pioneiros começou a ser definido. Eram ao todo 14 pessoas, sendo oito padres e seis irmãos leigos”, explica. Frei Fernando Castro narra que os americanos chegaram em São Paulo, depois conheceram as “belezas do Rio de Janeiro”, ocasião em que fizeram curso de português e se “familiarizaram com o clima”, para em seguida partir para o Centro-Oeste brasileiro. A viagem para Goiás foi feita de trem. E Anápolis como era o final da ferrovia foi o último lugar em que os missionários chegaram.
A primeira cidade então foi Catalão, em que no final de 1943 os frades fundaram o Convento, em seguida Pires do Rio. Sendo assim, a década de 40 se caracterizou pela instalação dos missionários no novo Estado. Os frades foram também para Pirenópolis e Goiandira. Nessa época, explica Frei Fernando Castro, foram iniciadas as construções de conventos e paróquias, e junto a elas as escolas. Paralelamente os franciscanos auxiliavam a comunidade local nos trabalhos relacionados à saúde e iniciaram seus trabalhos filantrópicos.

#### Instalação

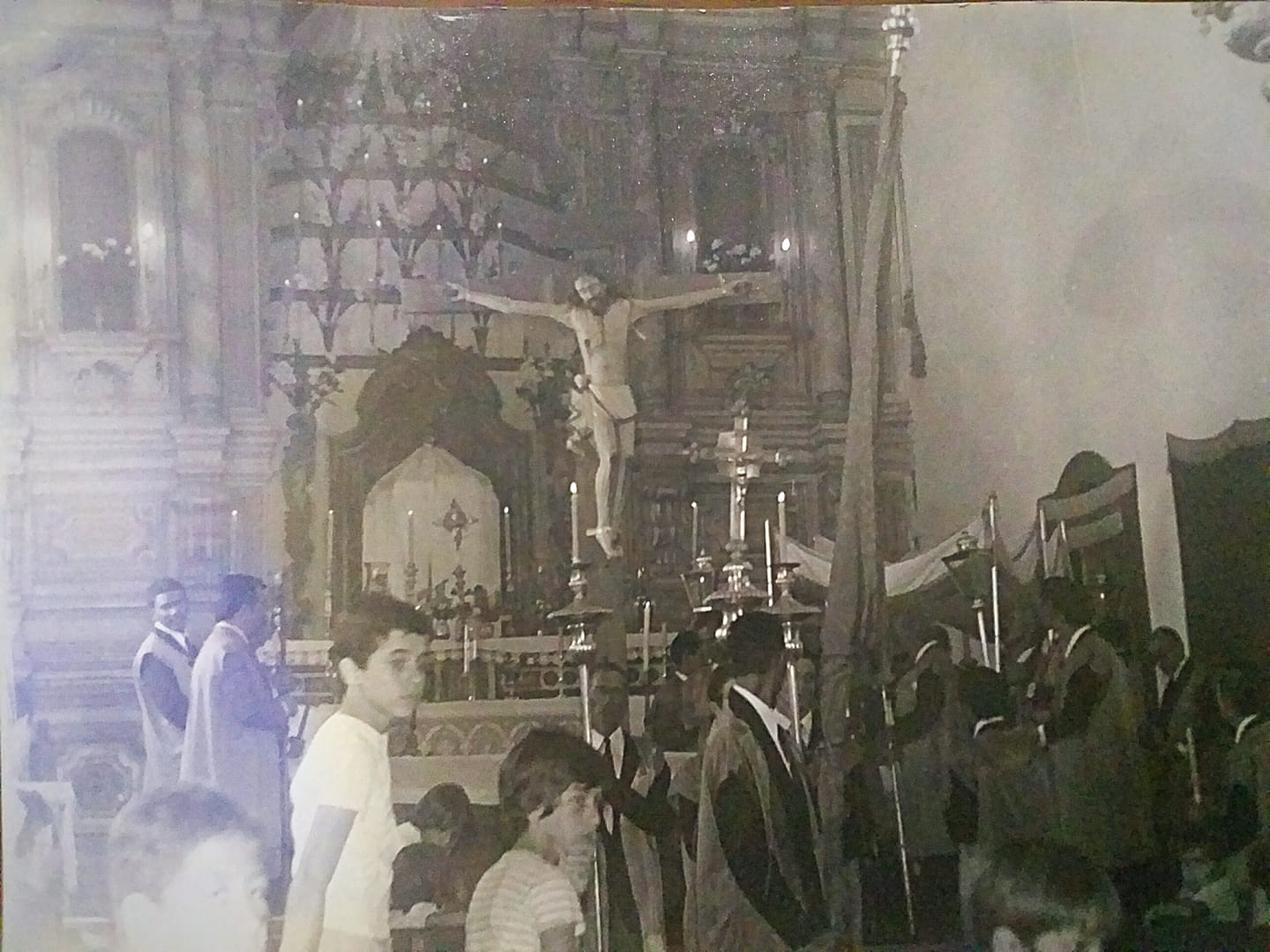
Celebração da Paixão do Senhor na Semana Santa de 1950 em Pirenópolis, época da presença franciscana. Na cidade, a Semana Santa é realizada desde 1728 por intermédio da Irmandade do Santíssimo.

A comunidade pirenopolina, que era composta pelos religiosos Felipe, André, Anselmo e João Vianney, saiu de São Paulo, no dia 24 de janeiro. Vieram pela estrada de ferro até Anápolis e em seguida foram de carro alugado até Pirenópolis, para assumir a Paróquia Nossa Senhora do Rosário, a segunda mais antiga do estado, que na época já estava com mais de 200 anos 
    . Quem os recebeu foi Frei Saturnino Benzing, membro do Comissariado do Mato Grosso, que havia sido companheiro de Frei Cipriano por quase dois anos naquela Paróquia.
Tomando a mesma rota que o primeiro grupo, no dia seguinte, 25 de janeiro, saiu a segunda leva, aquela que se destinava a Paróquia de Sant’Ana, em Anápolis. Quando o trem chegou em Nova Bonfim (hoje Silvânia), onde residia Dom Emanuel Gomes, ele encaminhou a estação dois sacerdotes para recepcioná-los: Cônego João Olímpio Pitaluga, vigário da Paróquia do Bom Jesus, em Anápolis, e o Cônego José Trindade, diretor do Ginásio Arquidiocesano.
Chegando em Anápolis, a tarde, os freis Jaime Schuck, Conall O’Leary e irmão Damião Carney, foram recebidos pelo padre Antônio Wasik, salesiano polonês, professor do Colégio Dom Bosco de Goiânia, que estava cuidando, por algumas semanas, da Paróquia por motivo de férias escolares. Eles alojaram na casa desocupada pelo primeiro grupo que, naquela mesma manhã partira para Pirenópolis. Esta casa, que por quase três anos haveria de ser a sede do novo Comissariado, é hoje o Museu Histórico de Anápolis. É a casa em que morou e faleceu em 1910, o coronel José da Silva Batista. Os frades alugaram-na por “600 contos de réis” mensais. Comparada com a grande maioria das residências daquela época podia ser considerada confortável. Mas, nos temporais da época os frades sofriam com as ‘goteiras’.
Anápolis de então não passava de uma cidade pequena, ainda sem aspecto da sua futura urbanização. A população oscilava entre seis e dez mil habitantes. Nenhuma rua estava asfaltada, embora algumas do centro foram pavimentadas com paralelepípedos. Por uma caminhada de ruas que não possuíam calçadas, os frades gastavam quinze minutos da residência até a Paróquia de Sant’Ana.
A escritora Haydée Jayme, no livro ‘Anápolis, Sua Vida, seu Povo’ ao falar sobre os ‘Franciscanos em Anápolis’ relata que logo que assumiram a direção da igreja, começaram o planejamento para a construção da nova matriz. Para isso, deram mais ênfase à festa de Sant’Ana, organizando quermesses, para arrecadar o dinheiro. Em outubro de 1947, embora a velha igreja ainda estivesse de pé, estava concluída a cripta da nova Matriz de Sant’Ana.

#### Idealizadores
Não tem como falar da história da Província do Santíssimo Nome de Jesus do Brasil sem destacar quatro homens que foram fundamentais para a vinda dos frades: Dom Emanuel Gomes, Frei Matheus Hoepers, OFM, Frei Mathias Faust, OFM, e Frei Paulo Seibert. O primeiro era o então arcebispo de Goiás, o segundo Ministro Provincial da Província da Imaculada Conceição do Brasil, em São Paulo, o terceiro o delegado geral da Ordem dos Frades Menores, em Nova Iorque e o quarto foi o primeiro Superior do Comissariado, em 1943.
Ao chegar em Nova Bonfim, Frei Paulo Seibert conheceu Dom Emanuel Gomes e partiram para Anápolis. De acordo com os relatos, a viagem durou apenas dois dias. Durante o percurso o arcebispo de Goiás, Dom Emanuel Gomes, relatou ao franciscano as belezas e os desafios do Estado. Ele informou também que originariamente as quatro paróquias destinadas aos frades seriam: Anápolis, Corumbá de Goiás, Jaraguá e Pirenópolis. Ao chegar em Anápolis Frei Paulo Seibert conheceu de perto a ‘realidade local’. Tanto é que ao retornar a São Paulo falou claramente aos demais frades que os desafios e sacrifícios eram inúmeros. No entanto, nenhum dos ‘bandeirantes da fé’ desistiram da missão.
No dia 20 de janeiro de 1944 o Comissário e seus dois conselheiros fizeram a primeira reunião oficial do Comissariado. Eles escolheram Anápolis como sede da então Comissaria e os frades foram escalados para as quatro paróquias. E decidiram partir imediatamente.Sem saber dessa decisão, segundo os registros arquivados na sede da Província, Frei Mathias Faust escreveu a Frei Mateus Hopers no dia sete de fevereiro: “Espero que eles não cometam o erro de partir logo para Goiás. Eu aconselharia, com grande insistência, que eles ficassem até estarem completamente capacitados a se defenderem, permitindo, porém, a um ou outro ir para Goiás e preparar resistência para os outros”. Naquela altura os frades já estavam em Goiás.
Após a instalação os frades conheceram de perto a “pobreza ultrafranciscana” a qual Dom Emanuel se referia em suas cartas. Aos poucos eles foram se adaptando e ‘realizando os sonhos’ do arcebispo. Ainda segundo os registros, na maioria dos lugares em que os frades assumiram trabalho pastoral fundaram escolas paroquiais sob a direção das Irmãs Franciscanas de Allegany e os colégios a cargo dos Frades.
Sob a direção de Frei Paulo Seibert, com a generosa contribuição da Província com recursos humanos e financeiros, o primeiro decênio notabilizou-se por um grande crescimento em números de religiosos, construções de escolas, conventos e igrejas. Estavam lançadas as bases para uma nova fase que se avizinhava.

#### Edificação da Igreja
O Comissário e os frades que trabalhavam em Goiás, de comum acordo com o Provincial resolveram que a construção das igrejas paroquiais seria levada à frente só com a ajuda financeira do povo. Pretendia-se evitar, assim, aquele paternalismo que enfraquecia o senso de responsabilidade própria da parte dos fiéis. As casas para os religiosos, porém, como também os conventos para as irmãs e os prédios escolares, as capelas rurais e obras de assistência social, seriam custeadas ou por donativos de particulares ou por verbas pela ‘União Missionária Franciscana de Nova Iorque’. De acordo com registros históricos “nunca se elogiará suficientemente a generosa colaboração prestada pela União Missionária. As vultosas somas destinadas, durante os anos para tal fim, acrescentadas às importâncias gastas com as viagens, com a formação dos membros do Comissariado e seu sustento, constituem uma prova de cooperação fraterna entre a Igreja mais bem situada dos Estados Unidos e a carente do Brasil”.

#### Educação
A Escola Paroquial de Sant’Ana foi oficialmente inaugurada, no dia 18 de fevereiro de 1946. Seu primeiro corpo docente compunha-se de: Frei Celso, Frei Conall, Ester Campos Amaral, Tarcila Faria de Góis, Maria Salomé Ramos e Diva Asmar. A segunda ala do prédio do Ginásio, ainda em construção na data, havia sido modificada de tal maneira que no pavimento inferior foram construídas quatro salas de aula, ficando reservado o superior para o dormitório e futuro internato do Ginásio. Seis professoras, todas formadas pelas irmãs Salesianas, na Escola Normal Auxilium, foram contratadas para lecionar sob direção de Ester Campos. Nesse primeiro ano de funcionamento, matricularam-se 280 alunos, sendo recusados muitos outros por falta de espaço.Com a chegada de mais religiosas dos Estados Unidos, as irmãs franciscanas estavam em condições de abrir seu segundo convento goiano em Anápolis, para o ano letivo de 1948, sendo a comunidade composta de três irmãs. Não era para cuidarem de uma escola e sim de duas. Dentro da Paróquia de Sant’Ana, já estava sendo construída, e quase em vias de conclusão, a Escola Paroquial de Santo Antônio, ligada a capela filial, mas localizada na Avenida Tiradentes.

#### Convento
A construção do convento para os frades foi iniciada no dia 12 de agosto de 1945. Destinado a servir de sede ao Comissariado, além de residência dos frades associados à Paróquia e ao Ginásio. Em pouco mais de um ano, no dia 17 de outubro de 1946, ele foi inaugurado.Na década de 50 se pensou em transferir o Comissariado para um lugar espaçoso. Assim em 1955, o convento de São Francisco tornou-se o Comissariado do Santíssimo Nome, em Goiás. Hoje a sede da Província do SS Nome de Jesus.

#### Filantropia
Sentindo de perto a necessidade de oferecer serviços médicos para indigentes no ano de 1954, Frei Bernardo, com ajuda de leigas assumiu a responsabilidade por uma clínica infantil, que funcionava também com o apoio da Legião Brasileira de Assistência.
Por outra entidade leiga com nome de Fasa (Fundação de Assistência Social de Anápolis) foi projetada a Santa Casa de Misericórdia. As irmãs foram convidadas a administrar o hospital. Foi ali o início da obra hospitalar das irmãs de Allegany, em Goiás. Dom Fernando, no dia 31 de maio de 1961, benzeu o primeiro pavilhão do hospital, então batizado com o nome de Menino Jesus. Sua administração era primada pela ordem, higiene e pelo padrão profissional de atendimento. Um segundo pavilhão foi inaugurado pelo bispo de Anápolis, Dom Epaminondas José de Araújo no dia 26 de fevereiro de 1968, levando o nome de Hospital Infantil Frei André.
Embora assistida pelos padres capuchinhos, a Fraternidade fundada entre os hansenianos de Anápolis está ligada à história da Custódia, pela presença das irmãs Franciscanas de Allegany, que moravam na Vila São Francisco junto com os portadores da doença. A partir de 1966, as irmãs visitavam os doentes, procurando ajudá-los de forma espiritual e materialmente. Na sua pobreza e no seu sofrimento, santamente aceito, os membros da Fraternidade, chamada de Ordem Terceira, descobrem o segredo da alegria e união com Deus, pelo espírito de São Francisco de Assis. Era uma demonstração de amor ao próximo e de gratidão.

#### Consolidação
Entre os anos 50 e 60, antes do Concilio Vaticano II, os frades em Anápolis expandiram sua ação pastoral, se responsabilizaram e cooperaram com a Paróquia do Senhor Bom Jesus, se estenderam para o noroeste da cidade e fundando a Paróquia Santo Antônio com sua Escola, indo até a Jaiara com a construção da Capela que seria depois a Paróquia Nossa Senhora de Fátima, quando entregue para a nova Diocese de Anápolis, recém fundada na década de 60, se estenderam para o Maracananzinho e a Vila Santa Izabel. Em todo o vasto bairro Jundiaí começaram a se reunir comunidades eclesiais em torno dos frades, que trabalhavam no Colégio São Francisco, o que deu início a futura Paróquia São Francisco de Assis, instalada em 1975. No dia 1º de abril de 1956 os franciscanos iniciaram o apostolado radiofônico, irradiando a missa dominical e meia hora de catequese para os fiéis distantes da cidade, mediante convênio com a então Rádio Carajá. Em 1961 compraram a Rádio Sant’Ana para expandir a comunicação católica.
Também neste ano fundou-se o Seminário Regina Minorum, que inicialmente funcionava no Colégio São Francisco, e para o qual foi doado pela Prefeitura de Anápolis um terreno na cabeceira do Córrego Fundo ao sul da cidade. De 1969 a 1986, o Seminário ficou à disposição dos Movimentos Eclesiais Pós Conciliares, como o TLC e o Cursilho. Em seguida, voltou a ser local para a formação de frades.

## De Comissariado à Província
Com as Constituições Gerais da OFM promulgadas em 1967, o Comissariado passou a se chamar Custódia. Já em 1970 se previa um decréscimo do número de frades pela simples constatação da idade avançada dos mesmos. O engajamento na formação e outras atividades pastorais absorviam mais Frades. Inclusive, todos os colégios passaram para a direção de religiosas. Nesta época foram intensificados os trabalhos para formação de cada vez mais frades goianos. O primeiro noviço foi recebido em 1947, o segundo em 1953 e o terceiro em 1956. Com a fundação do Seminário Regina Minorum as admissões se tornaram mais regulares.
Em 2004, a Vice Província se tornou Província do SS Nome de Jesus no Brasil. Atualmente ela conta com 44 frades professos perpétuos, 20 professos temporários, 3 noviços, 14 postulantes, 5 aspirantes e 3 Frade em Tempo de Experiência. A atuação dos frades se estende em 10 guardianato e 1 filial, 8 paróquias, 3 escolas; 3 emissoras de rádio.
A Província tem uma casa de acolhida de vocacionados, uma de Postulantado, o Noviciado interprovincial (juntamente com a Custódia do Sagrado Coração e das Sete Alegrias de Nossa Senhora) e uma casa de Pós-noviciado.

## Semeadores do evangelho no coração do Brasil
A Província do Santíssimo Nome de Jesus do Brasil é uma fraternidade na qual os irmãos, seguindo Jesus Cristo mais de perto e sob a ação do Espírito Santo, levam uma vida radicalmente evangélica. Os irmãos da Ordem dos Frades Menores pela profissão consagram-se totalmente a Deus, o sumo bem, vivendo o Evangelho na igreja, segundo a forma observada e proposta por São Francisco de Assis.
Os frades têm como princípios da paz, amar e respeitar a vida humana como valor absoluto; perdoar sempre, sem restrições; tomar sempre o partido dos mais fracos. Viver a fé em Jesus Cristo é se comprometer com a libertação dos oprimidos, por que em sua história de amor no mundo está a história do homem transformado.
Buscamos juntos, em comunhão com a comunidade cultivar os sentimentos que alimentam as transformações que devem ocorrer no nosso meio. Estas transformações tornam realidade o sonho de Deus para a humanidade e faz de nós uma grande família na vivência e na difusão do espírito franciscano.
A Província do Santíssimo Nome de Jesus do Brasil foi fundada no dia 17 de julho de 1943, e no dia 20 de janeiro de 1944 aconteceu a primeira reunião em solo brasileiro. Mas, no início ela não tinha esta denominação. Na época, era chamada de Comissariado, e teve como primeiro comissário Frei Paulo Seibert. Com as Constituições Gerais da OFM promulgadas em 1967, a entidade franciscana passou a se chamar ‘Custódia’. Em seguida, foi elevada a Vice-Província e em 2004 a Província.
A atuação dos frades se estende em oito paróquias, três colégios, três emissoras de rádio, projetos sociais das Paróquias e o Projeto social educativo para crianças e adolescentes – “Educar para a Vida”, em Pires do Rio – GO.

## Onde Estamos - Nossa Missão
A atuação dos frades se estende em oito paróquias, quatro casas de formação, três colégios, três emissoras de rádio, projetos sociais das Paróquias e o Projeto social educativo para crianças e adolescentes – “Educar para a Vida”. Isso distribuído em nossa Região pastoral de:

#### GOIÁS
– Anápolis
– Goiânia
– Catalão
– Pires do Rio

#### DISTRITO FEDERAL
– Brasília

#### TOCANTIS
– Araguacema
– Lajeado

## Santos Franciscanos

#### São Francisco de Assis
4 de Outubro
Nosso Seráfico Pai São Francisco
Nasceu em Assis, no ano de 1182. Depois de uma juventude leviana, converteu-se, renunciou a todos os bens paternos e entregou-se inteiramente a Deus. Tendo abraçado a pobreza, levou uma vida evangélica, pregando a todos o amor de Deus. Aos que desejaram segui-lo, formou-os com normas excelentes, aprovadas pela Sé Apostólica. Deu início a uma Ordem de religiosas e a uma Ordem de penitentes inseridos no mundo, bem como à pregação entre os infiéis.
ORAÇÃO – Ó Deus, que fizestes o seráfico Pai São Francisco assemelhar-se ao Cristo por uma vida de humildade e pobreza, concedei que, trilhando o mesmo caminho, sigamos fielmente o vosso Filho, unindo-nos convosco na perfeita alegria. Por nosso Senhor Jesus Cristo, vosso Filho, na unidade do Espírito Santo.

#### Santa Clara de Assis
11 de Agosto
Santa Clara de Assis
Clara nasceu em Assis, no ano de 1193. Era de família nobre, Tomando conhecimento da conversão de Francisco, desejou viver como ele. Revestida por ele com o hábito da penitência, na Porciúncula, retirou-se depois para a capelinha de São Damião, onde, orientada por São Francisco,fundou com ele a Ordem II. Levou uma vida de pobreza heróica e oração constante. Ela realizou com suas Irmãs o ideal contemplativo de São Francisco de Assis. Após longa enfermidade, faleceu aos 11 de Agosto de 1253. Seu corpo se conserva intato, exposto em uma urna de vidro, na Basílica construída em sua homenagem, em Assis.
ORAÇÃO – Ó Deus, que na vossa misericórdia atraístes Santa Clara ao amor da pobreza, concedei, por sua intercessão, que, seguindo o Cristo com um coração de pobre, vos contemplemos um dia em vosso reino. Por nosso senhor Jesus Cristo, vosso Filho, na unidade do Espírito Santo.

#### Santa Isabel da Hungria
17 de Novembro
Santa Isabel da Hungria
Filha de André, rei da Hungria, nasceu em 1207. Muito jovem ainda, foi dada em casamento a Luís, landgrave da turíngia, e dele teve três filhos. Dedicada à meditação das realidades celestes e tendo, depois da morte do marido, abraçado a pobreza, mandou construir um hospital, onde ela mesma servia os enfermos. Morreu em Marburgo, no ano de 1231.
ORAÇÃO – Ó Deus, que destes a Santa Isabel da Hungria reconhecer e venerar o Cristo nos pobres, concedei-nos, por sua intercessão, servir os pobres e aflitos com incansável caridade. Por nosso Senhor Jesus Cristo, vosso Filho, na unidade do Espírito Santo.

#### São Frei Galvão
25 de Outubro
São Frei Galvão, o primeiro santo brasileiro.
Nasceu em 1739, em Guaratinguetá-SP, na época Diocese do Rio de Janeiro. Sacerdote professo da Ordem dos Frades Menores. Foi Canonizado aos 11 de maio de 2007, no Campo de Marte em São Paulo, pelo Papa Bento XVI. Celebramos sua festa no dia 25 de outubro.
ORAÇÃO – Santíssima Trindade, Pai, Filho e Espírito Santo, eu Vos adoro, louvo e Vos dou graças pelos benefícios que me fizestes. Peço-vos, por tudo que fez e sofreu Vosso Servo Santo Antônio de Sant’Ana Galvão, que aumenteis em mim a fé, a esperança e a caridade, e vos digneis concerde-me a graça que ardentemente desejo. Amém.

#### São Boaventura
15 de Julho
São Boaventura, Bispo e Doutor da Igreja

João de Fidanza, filho de João de Fidanza e Maria Ristelli, nasceu em Bagnoregio, do distrito de Viterbo, dos Estados Pontifícios, em 1221. Curou-se na infância de grave doença, depois de uma invocação a São Francisco de Assis feita por sua mãe, a que faz referência o próprio São Boaventura (Sermo de B. Francisco, serm.3).
Pelo ano 1234 seguiu para a Faculdade das Artes, de Paris, onde se graduava pelo ano 1240. Ingressou aos 17 anos na Ordem dos Franciscanos, onde assumiu o nome de Boaventura. Talvez estivesse motivado pela devoção a São Francisco que lhe vinha da infância, e ainda pela admiração a Alexandre de Hales, por quem se deixara orientar doutrinariamente, enfim pelo apreço em que levava o espírito da Ordem, como se infere de suas mesmas palavras.
A teologia a estudou provavelmente sob Alexandre de Hales (+ 1245), porque o chama de pai e mestre. Boaventura principia o magistério em 1248 como bacharel bíblico, com o Comentário ao Evangelho de S. Lucas; conforme os estatutos da Universidade, dois anos depois, como bacharel sentenciário, explicaria a Sentenças, o que teria feito, então, em 1250 e 1251; na mesma sequência deveria chegar ao doutorado em teologia em 1253. Frente às dificuldades criadas então aos religiosos, parece que Boaventura só conseguiu o reconhecimento do título em 1257.

#### Santo Antônio
13 de Junho
Bem – aventurado Antônio
Nasceu na cidade de Lisboa, em Portugal, pelos fins do século XII. Professou entre os Cônegos Regulares de Santo Agostinho, passando, pouco depois da ordenação sacerdotal, para os Frades Menores, a fim de se dedicar à pregação da fé entre os povos da África. Pregando com grande fruto na França e mais tarde na Itália, converteu muitos hereges e foi o primeiro a ensinar Teologia aos irmãos em sua Ordem. Escreveu sermões cheios de doutrina e unção. Morreu em Pádua, no ano de 1231.
ORAÇÃO – Deus eterno e todo- poderoso, que destes Santo Antônio ao vosso como insigne pregador e intercessor em todas as necessidades, fazei-nos, por seu auxílio, seguir os ensinamentos da vida cristã, e sentir a vossa ajuda em todas as provações. Por nosso Senhor Jesus Cristo, vosso Filho, na unidade do Espírito Santo.Amém.

#### São Pascoal Bailão
17 de Maio
São Pascoal Bailão
Nasceu na Espanha, no ano de 1540. Desde criança, pastor de rebanhos, cultivou a piedade, sobretudo para com a Eucaristia. Já adiantado em virtudes, foi admitido em 1564 entre os Frades Menores e destinado a trabalhos humildes. Cumulado de dons divinos, ajudou a muitos com seu conselho e escreveu alguns opúsculos em que expôs os resultados de sua experiência religiosa. Morreu no ano de 1592.
ORAÇÃO – Ó Deus, que fizestes resplandecer São Pascoal por um profundo amor para com os sagrados mistérios do Corpo e Sangue do vosso Filho, concedei-nos acolher em nossa vida as riquezas espirituais de que ele se alimentava nesse sagrado banquete. Por nosso Senhor Jesus Cristo, vosso Filho, na unidade do Espírito Santo

## Governo Provincial (2016-2018)
Ministro Provincial: 
Fr. Marco Aurélio da Cruz, OFM

Vigário Provincial: 
Fr. Fernando Inácio Peixoto de Castro, OFM

Definidores: 
Fr. Wanderley Carvalho do Couto, OFM
Fr. Ednilson Vaz, OFM
Fr. Flávio Pereira Nolêto, OFM
Fr. Donizeti Pereira de Castro, OFM

## Governo Provincial (2018-2021)
Ministro Provincial:
Frei Marco Aurélio da Cruz, OFM
Vigário Provincial:
Frei Wanderley Carvalho do Couto, OFM

Definidores:
Frei Carlos Antônio da Silva, OFM
Frei Jair Ferreira da Cruz, OFM
Frei Benedito Lemes Sobrinho Júnior, OFM
Frei Ronaldo Alves da Silva, OFM